# Bogdănița
Bogdanita là một xã thuộc hạt Vaslui, România. Dân số thời điểm năm 2002 là 1581 người.